# تصعید

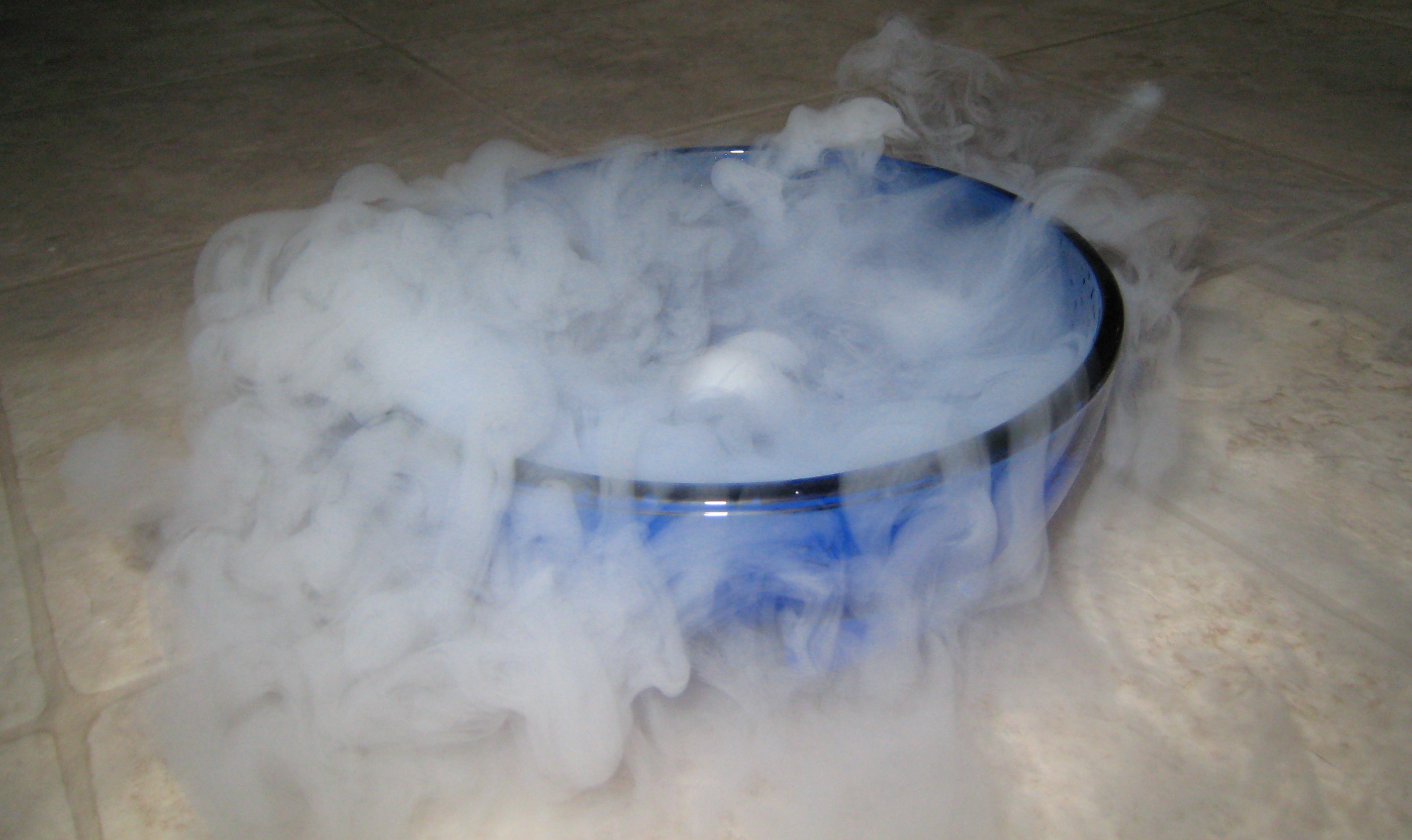
فرازش

تصعید یا فرازش (به انگلیسی: Sublimation) به تغییر حالتِ ماده‌ای از جامد به گاز گفته می‌شود. در این تغییر حالت، ماده به حالت واسط مایع در نمی‌آید. از نمونه‌های آشنا برای تصعید می‌توان تبدیل نفتالین به گاز و تبدیل برف به بخار را نام برد. چگالش، فرایند معکوس تصعید است که در آن، ماده به‌طور مستقیم از گاز به جامد تبدیل می‌شود.
بسیاری از بُن‌پارها و چندساخت‌های شیمیایی در فشار معمولی و در دماهای گوناگون در یکی از سه حالت جامد، مایع یا گاز یافت می‌شوند؛ همچنین گذرش از جامدی به گازی بیشتر همراه با گذرش به حالت میانی مایع است (فشار در این‌جا فشار پاری ماده است و نه فشار سامانه (برای نمونه فشار هواسپهری)). از همین روی، بیشتر جامدهایی که دارای فشاری بالا باشند در دمایی ویژه می‌توانند از جامد به گاز بگذرند. برخی بن‌پارها مانند کربن و آرسنیک دارای فشار نقطهٔ سه‌تایی بسیار بالایی هستند و حالت مایع آن‌ها کمتر یافت می‌شوند. از این روی، فرازش برای این بن‌پارها بیشتر از بخارش روی می‌دهد.
تصعید به گذرش حالت گفته می‌شود و نه به ترادیسی از جامدی به گازی طی یک واکنشی شیمیایی. برای نمونه، سوختن شمع مومی (موم پارافینی) و تبدیل به کربن دی‌اکسید و بخار آب تصعید نیست، بلکه یک واکنش شیمیایی با اکسیژن است.
تصعید، دگرشدگی گرماگیر است و نیاز به انرژی بیشتری دارد. می‌توان آنتالپیِ تصعید (که گرمای تصعید نیز خوانده می‌شود) را با جمع آنتالپی ذوب و آنتالپی تبخیر، به دست آورد.

## آنتالپی مولی تصعید
آنتالپی مولی تصعید، مقدار گرمایی است که بایستی به یک مول از جامد داده شود تا یک‌راست به گاز تبدیل شود.

## فشار بخار یک جامد و فراروند تصعید
مولکول‌ها در یک بلور، پیرامون محور خود در شبکه می‌جنبند. پخش انرژی جنبشی میان این مولکول‌ها مانند پخش انرژی جنبشی میان مولکول‌های مایع و گاز است. در یک بلور، انرژی از مولکولی به مولکول دیگر رفته و از این‌رو انرژی هیچ مولکولی پایدار نیست. مولکول‌های پرانرژی در رویهٔ بلور می‌توانند بر نیروهای جاذبهٔ بلور چیره شده، به حالت بخار تبدیل شوند.
اگر بلور در یک ظرف سربسته باشد، سرانجام حالت تعادلی برقرار می‌شود که در آن حالت، سرعت جدا شدن مولکول‌ها از جامد با سرعت بازگشت مولکول‌های بخار به بلور برابری می‌کند. فشار بخار یک جامد در دمای معین، معیاری از تعداد مولکول‌ها در حجم معینی از بخار در حالت تعادل است.

## فشار بخار و نیروهای جاذبه
گرچه فشار بخار برخی از جامدات، بسیار کم است، ولی هر جامدی دارای فشار بخار است. مقدار فشار بخار با قدرت نیروهای جاذبه نسبت عکس دارد. به همین علت، فشار بخار بلورهای یونی بسیار کم است.

## فشار بخار جامد و دما
توانایی مولکول‌ها برای غلبه بر نیروهای جاذبه بین مولکول‌ها به انرژی جنبشی آن‌ها بستگی دارد. از این‌رو، فشار بخار جامدات با افزایش دما زیاد می‌شود. منحنی تغییرات فشار بخار برحسب دما نشان می‌دهد که این منحنی در نقطهٔ انجماد، منحنی فشار بخار آب را قطع می‌کند.

## فشار بخار جامد در نقطهٔ انجماد
در نقطهٔ انجماد، فشار بخار جامد برابر با فشار بخار مایع است. نقطهٔ انجماد نرمال آب (در فشار کل یک اتمسفر) در غیاب هوا ۲۵x۱۰–۴ درجهٔ سانتی‌گراد است؛ ولی در هوا و در فشار کل یک اتمسفر نقطهٔ انجماد آب ۰٫۰۰۰۰ درجهٔ سانتی‌گراد است و این مقداری است که معمولاً گزارش می‌شود. این اختلاف در نقطهٔ انجماد، از هوای محلول در آب ناشی می‌شود.

## تصعید کربن دی‌اکسید
نمودار فاز کربن دی‌اکسید، گونه‌ای از نمودار فاز موادی است که در فشار معمولی به جای ذوب شدن و جوشیدن تصعید می‌شود. در فشار ۵٫۱۱ اتمسفر نقطهٔ سه‌گانه سامانه کربن دی‌اکسید، ۵۵٫۶ - درجهٔ سانتی‌گراد است. کربن دی‌اکسید مایع، تنها در فشارهای بالاتر از ۵٫۱۱ اتمسفر وجود دارد. اگر کربن دی‌اکسید جامد (یخ خشک) تحت فشار یک اتمسفر گرم شود، در دمای ۷۸٫۵ - درجهٔ سانتی‌گراد مستقیماً به گاز تبدیل می‌شود.

## جدول
| بهاز   | جامد   | مایع  | گاز      | پلاسما |
| ------ | ------ | ----- | -------- | ------ |
| جامد   |        | ذوب   | تصعید    |        |
| مایع   | انجماد |       | تبخیر    |        |
| گاز    | چگالش  | میعان |          | یونش   |
| پلاسما |        |       | بازترکیب |        |